# Медичний університет у Гданську
Гданський медичний університет (пол. Gdański Uniwersytet MedycznyGdański Uniwersytet Medyczny) — заклад вищої освіти в польському місті Гданську. Найстаріший та найбільший у Північній Польщі медичний навчальний заклад.

## Історія

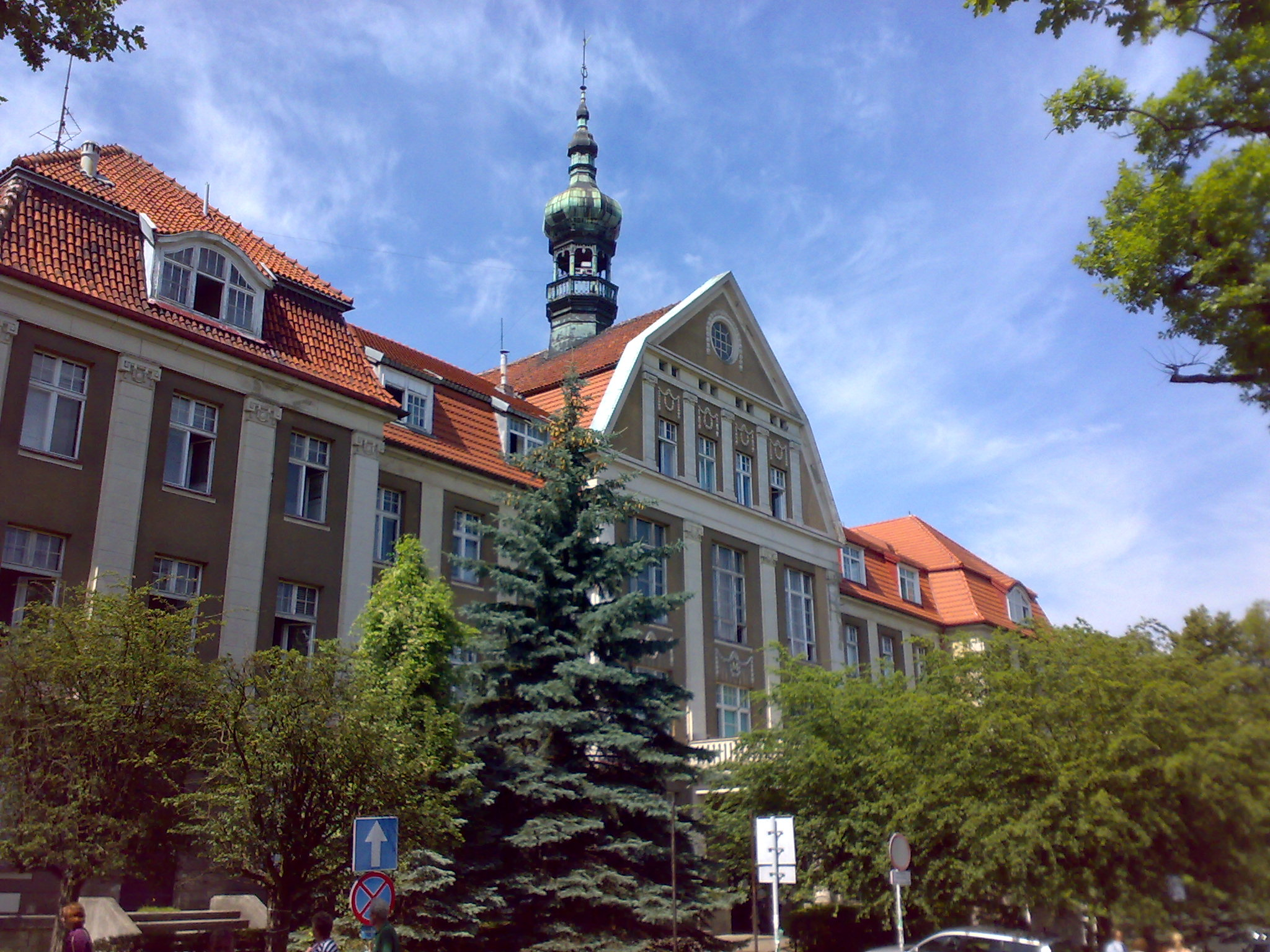
Історична будівля Медичного університету в Гданську

Організацію університету відносять до 1454 року, коли в тодішньому Данцігу засновано цех хірургів, а потім — медичну кафедру в Академічній гімназії (Atheneum Gedanense).
1935 року сенат Вільного міста Данциг вирішив створити практикуючу медичну академію (Die Staatliche Akademie für Praktische Medizin zu Danzig). Після 1945 року її було реорганізовано в Лікарську академію. З 1950 до 19 травня 2009 функціонувала, як Медична академія у Гданську.

## Структура
Станом на 2018 рік у складі університету функціонують факультети:
- Лікарський з відділенням стоматології,
- Охорони здоров'я з відділенням медичного догляду,
- Фармацевтичний з відділенням лабораторної медицини.
- Міжвузівський факультет біотехнології, створений спільно з Гданським університетом.

У 2003 році до структури медичного університету Гданська було включено Міжвідомчий інститут морської та тропічної медицини в Гдині, створений в 1935 році.
За кількістю студентів, Гданський медичний університет входить до трійки найбільших навчальних закладів Польщі.

## Персоналії
- Абрамович Ігнатій — почесний доктор